# Карл-театр
Карл-театр, Карлтеатр (нем. Carltheater) — музыкальный театр в Леопольдштадте (Вена, Австрия). Открыт театральным деятелем Карлом Карлом в декабре 1847 года, действовал до мая 1929 года. Во время Второй мировой войны сильно пострадал при авианалёте, снесён в 1951 году.

## История
Карл-театр был открыт театральным импресарио Карлом Карлом в венском районе Леопольдштадт 10 декабря 1847 года. Старый Леопольдштадский театр был приобретён и отремонтирован Карлом, однако впоследствии снесён. Новый театр был выстроен за семь месяцев, был больше по вместимости и роскошней, чем его предшественник: Карл, которому надоела небогатая публика старого театра, намеревался привлечь таким образом более зажиточных зрителей. Карл-театр был выстроен по проекту архитекторов ван дер Нюлля и фон Зикарсдбурга, в дальнейшем спроектировавших новое здание Государственной оперы. Размеры здания составляли 29 на 15 метров, длина зрительного зала 17 и глубина сцены 10 метров. Помимо 804 кресел в основном зале, театр предоставлял зрителям ложи, скамьи на верхних ярусах и стоячие места, так что общая вместимость приближалась к 2000 мест. Внутри театр освещали газовые фонари — новинка, за два года до этого внедрённая в театре «Ан дер Вин». При позднейших реконструкциях количество зрительских мест менялось, и в 1900 году оценивалось в 1400 (меньше, чем у ведущих конкурентов, способных принимать от 1600 до 1900 зрителей).
Покупка, ремонт и снос старого театра и строительство нового обошлись Карлу в полмиллиона флоринов, но это вложение оказалось убыточным: новый театр, несмотря на роскошное убранство, обладал посредственной акустикой, и зрители и исполнители жаловались на эхо. Посещаемость была низкой, театр редко оказывался заполнен, и Карл, а затем и его преемники, был вынужден постоянно разнообразить репертуар, привлекая публику новыми премьерами и экономя на зарплате актёров ради высоких гонораров авторам. В первые десятилетия деятельности театра многочисленные премьеры обеспечивал плодовитый драматург Иоганн Нестрой, обеспечивавший также хорошие сборы как комический актёр. В 1860-е годы Карл-театр раз в год давал премьеру оперы Оффенбаха, которому его основной работодатель, театр «Ан дер Вин», не разрешал расширять сотрудничество с конкурентом.
В дальнейшем Карл-театр превратился в своего рода варьете, репертуар которого составляли в основном французские оперетты, а о высокой опере хозяевам пришлось забыть. Обычной была программа из трёх-четырёх коротких пьес за вечер вместо одной длинной, зрителей привлекали такими «спецэффектами», как выходивший на сцену живой слон в театральной адаптации романа Жюля Верна «Вокруг света за 80 дней». В 1875 году в одном из австрийских журналов сообщалось, что Карл-театр был единственным из венских театров помимо Бургтеатра, который успешно переживает финансовый кризис, но если Бургтеатр выживал за счет государственных дотаций, то Карл-театр — за счет «всевозможных пикантных развлечений без оглядки на эстетику». В целом националистическая и антисемитская пресса постоянно нападала на Карл-театр, особенно в период, когда его возглавлял еврей Антон Ашер: «чуждые», «экстравагантные» и полные сексуальных намеков пьесы Карл-театра противопоставлялись «народным», «простым» и «невинным» постановкам театра «Ан дер Вин» и театра в Йозефштадте.
После того, как Карл отошёл от дел, его детище сменило множество рук, директора и хозяева менялись порой ежегодно. Несколько раз из-за финансовых трудностей театр закрывался. В последний раз он открылся под эгидой Центра социалистического искусства во главе с Давидом Йозефом Бахом. Группа Баха провозгласила своей задачей его превращение в «новый социалистический театр», и первый спектакль в рамках новой идеологии был поставлен по пьесе Эрнста Фишера «Ленин». Однако финансовый кризис оказался непреодолим и для «нового социалистического театра», и в мае 1929 года Карл-театр закрылся в последний раз в своей истории. Нового открытия театра не последовало: в 1944 году его здание сильно пострадало в результате авианалёта и в 1951 году было снесено.

## Руководители
- Карл Карл (до 1854)
- Иоганн Нестрой (до 1860)
- Карл Тройман (1860, 1863—1866)
- Густав Брауэр (1861—1862)
- Мориц Леман (1862—1863)
- Антон Ашер (1866—1872)
- Франц фон Яунер (1872—1878, 1895—1900)
- Фридрих Штрампфер (1882—1883)
- Фридрих Миттервурцер (1884—1885)
- Альфред Бернау (1923—1924)
- Йозеф Ярно (1928—1929)

## Центральные постановки
- 1848 — Freiheit in Krähwinkel (Нестрой, первая премьера революции 1848—1849 годов)
- 1858 — Ein gebildeter Hausknecht (музыка Карла Биндера по одноактному фарсу Давида Калиша)
- 1860 — «Орфей в аду» (Жак Оффенбах, первая «длинная» оперетта в Вене[8]), Tschin-Tschin (оригинальное название «Батаклан», Оффенбах)
- 1861 — «Скрипач», «Свадьба при фонарях», «Муж на пороге» (все — Оффенбах)
- 1866 — «Лёгкая кавалерия» (Франц фон Зуппе)
- 1867 — «Парижская жизнь» (Оффенбах)
- 1872 — Fernande (по пьесе Викторьена Сарду)
- 1873 — «Мост вздохов», «Трапезундская принцесса» (обе — Оффенбах), Tricoche et Cacolet (либретто Галеви и Мельяка)
- 1874 — «Дочь мадам Анго» (Шарль Лекок), Monsieur Alphonse (по пьесе Александра Дюма)
- 1877 — «Принц Мафусаил» (Иоганн Штраус)
- 1878 — «Маленький герцог» (Лекок)
- 1879 — «Бокаччо» (фон Зуппе)
- 1897 — «Чаперль» (по пьесе Германа Бара)
- 1898 — Freiwild (по пьесе Артура Шницлера)
- 1904 — «Веселые нибелунги» (Оскар Штраус)
- 1907 — «Грёзы о вальсе» (Оскар Штраус)
- 1908 — «Разведённая» (Лео Фалль)